# Jean-Baptiste Delambre
Jean-Baptiste Delambre (Amiens, 19 settembre 1749 – Parigi, 19 agosto 1822) è stato un astronomo e matematico francese.

## Biografia
Si dedica inizialmente agli studi umanistici, che coltiva con passione. Nel 1774 si trasferisce a Parigi, dove diventa precettore del figlio del ricevitore generale delle finanze, M. Dassy, che gli permette di seguire i corsi d'astronomia di Jérôme Lalande e installa un osservatorio sul tetto del suo palazzo. Delambre comincia così le sue prime osservazioni astronomiche all'età di 36 anni.
Pubblica le tavole d'Urano, pianeta scoperto da William Herschel nel 1781, oltre a parecchie Mémoires. Nel 1792 diventa associé géomètre dell'Accademia francese delle scienze, di cui sarà segretario per le scienze matematiche a partire dal 1800. Con Pierre Méchain misura la lunghezza di un arco del meridiano di Parigi, fra Dunkerque e Barcellona, con l'obiettivo di stabilire la lunghezza del metro in modo che il meridiano risultasse lungo esattamente 40 milioni di metri. Questa spedizione durò dal 1792 al 1799.
Nel 1795 entra nel Bureau des longitudes. Nel 1807 succede a Lalande nella cattedra d'astronomia del Collège de France. Nel 1808 diventa membro del consiglio dell'università sino al 1815.

## Onori
- Il cratere Delambre sulla Luna porta il suo nome, come pure l'asteroide 13962 Delambre.

## Opere

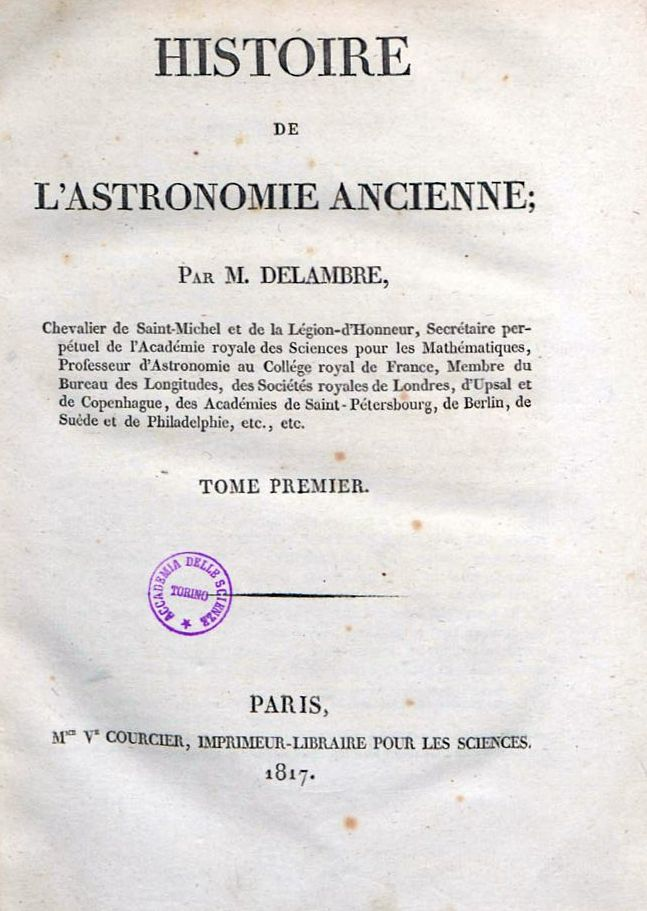
Histoire de l'astronomie ancienne, 1817

- Base du système métrique (1810) Testo in linea 1[collegamento interrotto] 2[collegamento interrotto] 3[collegamento interrotto]
- Abrégé d'astronomie (1813)
- Traité complet d'astronomie théorique et pratique (1814)
- (FR) Histoire de l'astronomie ancienne, vol. 1, Paris, veuve Louis Courcier, 1817.
  - (FR) Histoire de l'astronomie ancienne, vol. 2, Paris, veuve Louis Courcier, 1817.
- (FR) Histoire de l'astronomie moderne, vol. 1, Paris, veuve Louis Courcier, 1821.
  - (FR) Histoire de l'astronomie moderne, vol. 2, Paris, veuve Louis Courcier, 1821.
- (FR) Histoire de l'astronomie du moyen age, Paris, veuve Louis Courcier, 1819.
- (FR) Grandeur et figure de la Terre, Paris, Gauthier-Villars, 1912.